# Копно
Копно је географски појам, који чини чврсти део Земљине површине који није прекривен морима и океанима. Уопштено оно означава суву, земљану, површину планете, која припада некој већој континенталној маси, односно с којом је директно повезана. Копно чини око 29,2% Земљине површине, тј. 149 милиона км². На северној хемисфери оно захвата 39%, а на јужној 19% укупне површине. Главне копнене масе су Евроазија, Америка, Африка, Аустралија и Антарктик.
Копно се директно супротставља океанској површини, а граница између њих је обала. Оно се брже хлади током ноћи, али се зато и брже загрева у току дана. Као климатски фактор од великог је значај јер одређује степен маритимности или континенталности неког места. Површине земље, које не припадају континентима, а имају истоветне одлике, називају се острва.